# Iago Herrerín
Iago Herrerín Buisán (ur. 25 stycznia 1988 w Bilbao) – hiszpański piłkarz występujący na pozycji bramkarza w cypryjskim AEK Larnaka.